# Костянтин IX Мономах

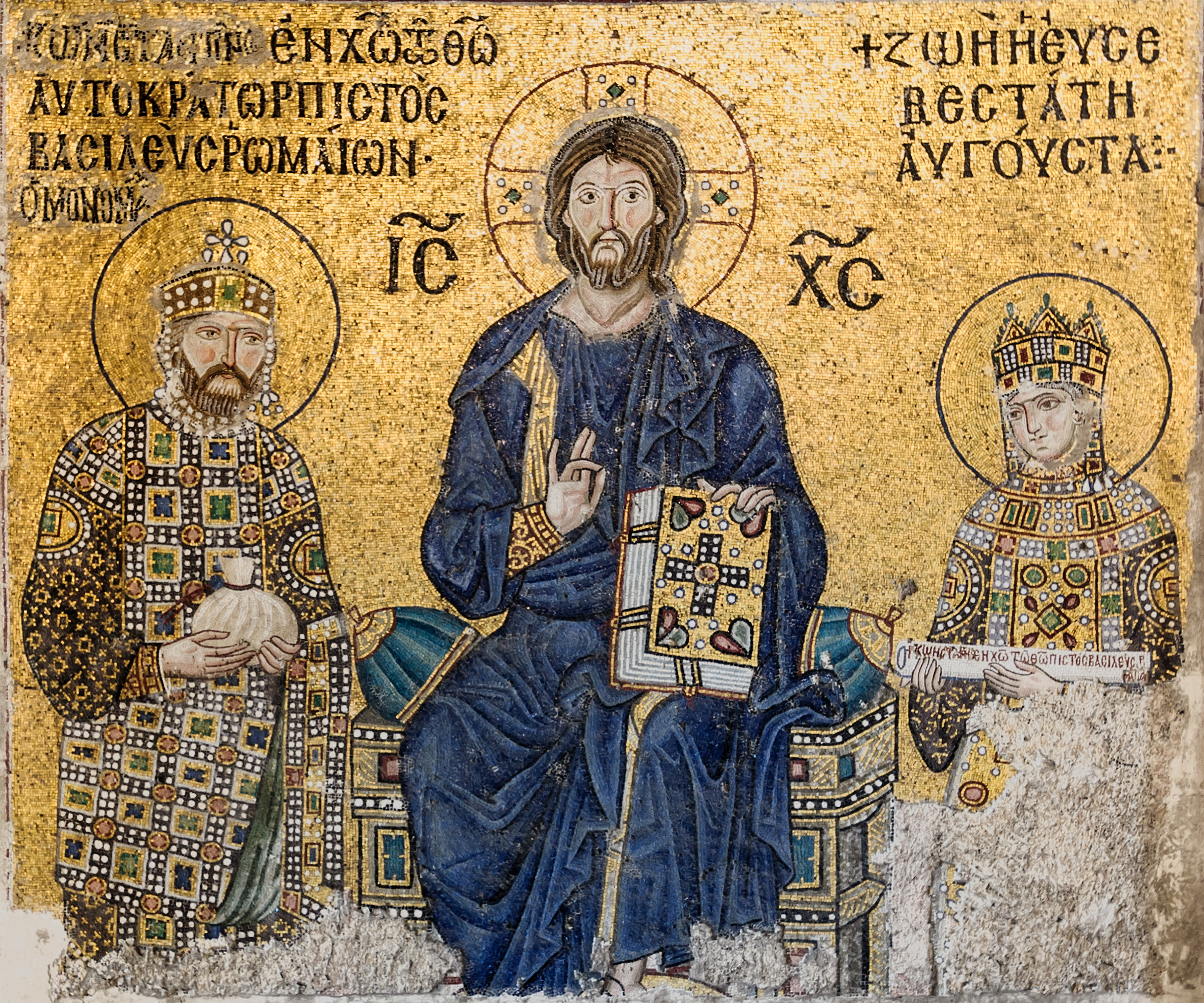
Мозаїка Костянтина Мономаха і імператриці Зої

Костянти́н IX Мономах (грец. Κωνσταντίνος Θ΄ Μονομάχος, бл. 1000 — 11 січня 1055) — візантійський імператор (1042—1055). Імператриця Зоя вибрала Костянтина чоловіком і співімператором у 1042 році, хоча його було заслано внаслідок організації змови проти попереднього її чоловіка, імператора Михайла IV. В 1042 році на чотири місяці імператором став Михайло V Калафат, але був скоро скинутий внаслідок народного повстання. Після цього імперією правив дуумвірат Зоя та Феодора (дочки колишнього імператора Констянтина VIII), але обидві були некомпетентними в державних справах тому було вирішено одружити Зою в третій раз. Вони правили разом до смерті Зої у 1050 році.
Костянтин — представник столичної знаті. Син Феодосія Мономаха, судді іподрому, та представниці роду Торніків. За Костянтина IX Мономаха влада в провінціях перейшла до цивільних чиновників-префектів. У період його правління почалися напади зі сходу на Візантію турків-сельджуків, а з півночі — печенігів. У 1043 році відбувся останній похід київської дружини на чолі з Володимиром Ярославичем на Константинополь, що завершився укладенням в 1046–47 роках мирного договору між Візантією і Київською Руссю. Договір був закріплений шлюбом сина Ярослава Мудрого Всеволода з родичкою (можливо дочкою) Костянтина IX Мономаха Анною (Марією).
За часів імператора Костянтина IX Мономаха друкувалися монети, на яких, окрім відбитку із зображенням самого імператора, можливо побачити й зображення космічної катастрофи того часу, а саме вибуху наднової зірки SN 1054, з якої утворилася Крабоподібна туманність.